# جين سيلفا
جاكسون جان دا سيلفا (بالبرتغالية: Jackson Jean da Silva؛ مواليد 13 ديسمبر 1996) هو مُقاتل فنون قتالية مختلطة برازيلي. يُنافس حاليًا في فئة وزن الريشة في يو إف سي. اعتبارًا من 1 يوليو 2025، أصبح في المركز 10 في تصنيفات يو إف سي لوزن الريشة.

## البطولات والإنجازات
- يو إف سي
  - قتال الليلة (مرة واحدة) ضد درو دوبر[3]
  - أداء الليلة (مرتين) ضد مليسيك بغداسريان وبرايس ميتشل[4][5]
  - جوائز يو إف سي الشرفية
    - 2024: المرشح لجائزة اختيار الجماهير لأفضل ظهور أول لهذا العام ضد ويستن ويلسون[6]

  - جوائز يو إف سي.كوم
    - 2024: المصنف الثالث كأفضل وافد جديد لهذا العام[7]

## سجل فنون القتال المختلطة
| السجل المهني |        |         |
| 18 نزال      | 16 فوز | 2 خسارة |
| ضربة قاضية   | 12     | 0       |
| إخضاع        | 3      | 0       |
| قرار القضاة  | 1      | 2       |

| النتيجة | السجل | الخصم                            | الطريقة                              | الحدث                                         | التاريخ        | الجولة | الوقت | المكان                              | الملاحظات                                                    |
| ------- | ----- | -------------------------------- | ------------------------------------ | --------------------------------------------- | -------------- | ------ | ----- | ----------------------------------- | ------------------------------------------------------------ |
| Win     | 16–2  | برايس ميتشل                      | إخضاع (خنق النينجا)                  | يو إف سي 314                                  | 12 أبريل 2025  | 2      | 3:52  | ميامي، فلوريدا، الولايات المتحدة    | أداء الليلة.                                                 |
| فاز     | 15–2  | مليسيك بغداسريان                 | ضربة فنية قاضية (باللكمات والمرفقين) | يو إف سي ليلة القتال: سيجودو ضد يادونغ        | 22 فبراير 2025 | 1      | 4:15  | سياتل، واشنطن، الولايات المتحدة     |                                                              |
| فاز     | 14–2  | درو دوبر                         | ضربة فنية قاضية (إيقاف الطبيب)       | يو إف سي على إي إس بي إن: ناماجوناس ضد كورتيز | 13 يوليو 2024  | 3      | 1:28  | دنفر، كولورادو، الولايات المتحدة    | نزال في الوزن الخفيف. قتال الليلة.                           |
| فاز     | 13–2  | تشارلز جوردان                    | ضربة قاضية (بلكمة)                   | يو إف سي 303                                  | 29 يونيو 2024  | 2      | 1:22  | لاس فيغاس، نيفادا، الولايات المتحدة | نزال في وزن غير محدد (147.5 رطل)؛ أخفق سيلفا في تحقيق الوزن. |
| فاز     | 12–2  | ويستن ويلسون                     | ضربة فنية قاضية (باللكمات)           | يو إف سي ليلة القتال: أنكالايف ضد ووكر 2      | 13 يناير 2024  | 1      | 4:12  | لاس فيغاس، نيفادا، الولايات المتحدة |                                                              |
| فاز     | 11–2  | كيفن فاليجوس                     | قرار القضاة (بالإجماع)               | سلسلة منافسات دانا وايت 61                    | 5 سبتمبر 2023  | 3      | 5:00  | لاس فيغاس، نيفادا، الولايات المتحدة | العودة إلى وزن الريشة.                                       |
| فاز     | 10–2  | شاهين نجفي                       | ضربة فنية قاضية (بالانسحاب)          | حدث قتال سبارتاكوس 34                         | 25 مارس 2023   | 1      | 2:15  | ساو باولو، البرازيل                 | الظهور الأول في الوزن الخفيف.                                |
| فاز     | 9–2   | تياجو سوزا                       | ضربة قاضية (بلكمة)                   | حدث قتال سبارتاكوس 28                         | 4 فبراير 2023  | 1      | 2:59  | ساو باولو، البرازيل                 |                                                              |
| فاز     | 8–2   | تياجو سوزا                       | إخضاع (خنق المقصلة)                  | معركة آر إف إيه 1: فلوريبا × جويانيا          | 8 أغسطس 2021   | 1      | 0:50  | فلوريانوبوليس، البرازيل             |                                                              |
| فاز     | 7–2   | أدريانو سوزا                     | ضربة قاضية (بلكمة)                   | الطريق إلى المستقبل 1                         | 27 يونيو 2021  | 1      | 4:22  | ساو جوزيه دو ريو بريتو، البرازيل    |                                                              |
| فاز     | 6–2   | تاميري لاسيردا                   | ضربة قاضية (بالركبة الطائرة)         | مدينة دا لوتا 5                               | 8 مارس 2020    | 1      | 4:28  | كوريتيبا، البرازيل                  |                                                              |
| فاز     | 5–2   | أنطونيو هنريكي سانتوس دي ميراندا | إخضاع (خنق المقصلة)                  | إم تي كيه إم إم إيه البرازيل 1                | 27 أبريل 2019  | 1      | 3:21  | بالوسا، البرازيل                    |                                                              |
| فاز     | 4–2   | مونيز مارتينز دوس سانتوس         | ضربة فنية قاضية (باللكمات)           | إم إف مقاتلين 1                               | 10 نوفمبر 2018 | 1      | 2:10  | ساو جوزيه دو ريو بريتو، البرازيل    |                                                              |
| خسر     | 3–2   | غابرييل شلوب دي ليما             | قرار القضاة (بالإجماع)               | ساو خوسيه سوبر فايت: التصفيات                 | 18 أبريل 2018  | 3      | 5:00  | ساو خوسيه، البرازيل                 | الظهور الأول في وزن الريشة.                                  |
| فاز     | 3–1   | لوكاس فينيسيوس رازالكيفيتش       | ضربة فنية قاضية (إيقاف الطبيب)       | بلاك أوت إف سي 5                              | 16 ديسمبر 2017 | 2      | 3:43  | باليريو كامبوريو، البرازيل          |                                                              |
| خسر     | 2–1   | بيدرو هنريك                      | قرار القضاة (بالانقسام)              | أسبيرا إف سي 52                               | 21 مايو 2017   | 3      | 5:00  | بلوميناو، البرازيل                  |                                                              |
| فاز     | 2–0   | أندرسون رينان كراوس              | ضربة فنية قاضية (باللكمات)           | أسبيرا إف سي 50                               | 18 مارس 2017   | 2      | 3:11  | ساو خوسيه، البرازيل                 | الظهور الأول في وزن الديك.                                   |
| فاز     | 1–0   | لورينزو رودريجيز                 | ضربة قاضية (بلكمة)                   | أسبيرا إف سي 48                               | 19 نوفمبر 2016 | 1      | 0:15  | ساو خوسيه، البرازيل                 | نزال في وزن غير محدد (141 رطل).                              |

## وصلات خارجية
- جان سيلفا على موقع يو إف سي (الإنجليزية)
- جان سيلفا على موقع شيردوغ (الإنجليزية)
- جان سيلفا على موقع Tapology.com (الإنجليزية)
- جان سيلفا على موقع إي إس بي إن (الإنجليزية)